# 莫愁女幻想曲
莫愁女幻想曲，二胡協奏曲，何占豪作曲。以南京莫愁湖的民間傳說莫愁女的故事為背景：莫愁是寧山王府徐家一個丫環，與徐澄相愛，遭到徐家的反對和徐澄妻子的嫉恨，徐澄妻子最後挖去莫愁的雙眼使其含恨投莫愁湖而死。
樂曲分成四段：
1. 柔美的慢板：描寫莫愁對愛情的期望想像。
2. 不安的小快板：描寫徐澄的感情與徐家的反對給莫愁帶來矛盾不安和痛苦。
3. 慢板：以哀傷的旋律，描寫莫愁被囚禁時的難過和思念。
4. 急板和廣板：急板描寫莫愁的痛苦和投湖，最後的廣板重現首段主題但以悲壯的曲調表現這個故事的淒美。